# The Duquesne Duke
O The Duquesne Duke é o jornal estudantil da Universidade Duquesne. A circulação inclui a região metropolitana de Pittsburgh, Pensilvânia, Estados Unidos.